# Lope de Aguirre
Lope de Aguirre, född omkring 1518 i Oñati i Spanien, död 27 oktober 1561 i El Tocuyo i Vicekungadömet Peru. Spansk militär och conquistador.
Inget är känt om honom före 1544, då han anlände till Peru. Den 26 september 1560 gick han med i en expedition ledd av Pedro de Ursúa för att finna det legendariska Eldorado, som troddes ligga vid Amazonflodens källor. När de anlänt dit dödade han de Ursúa och hans efterträdare Fernando de Guzmán för att själv ta kommandot över expeditionen. Han ska ha dödat alla i expeditionen som var mot hans planer och plundrat flera städer i dagens Venezuela innan han tillfångatogs och avrättades av spanjorerna.

## Populärkultur
Berättelsen om de Aguirre är bas för Werner Herzogs film Aguirre – Guds vrede från 1972.
Aguirre nämns också i filmen Jungle Cruise från 2021.